# カガネル

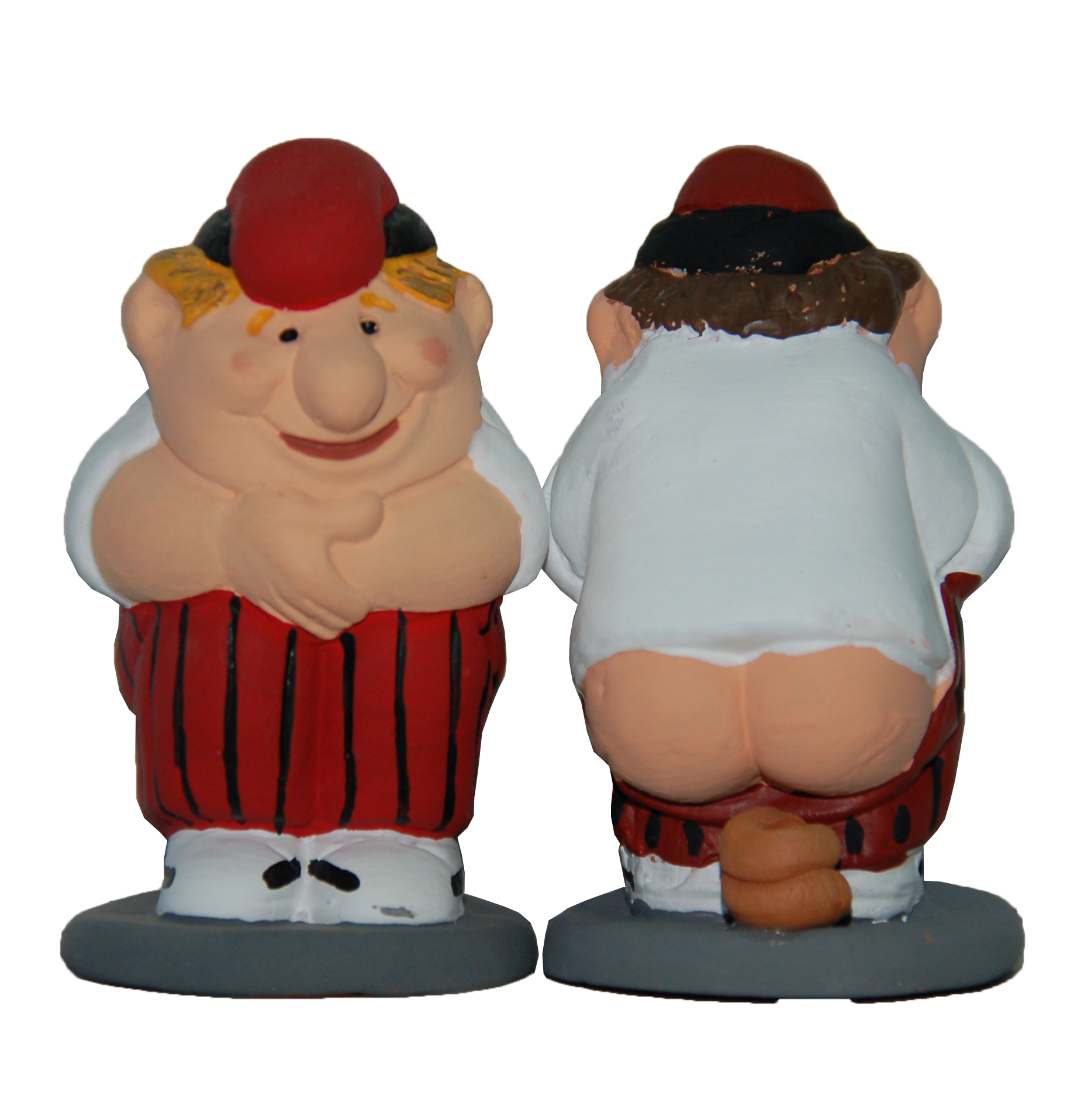
カガネル

カガネル（カタルーニャ語: Caganer, IPA：[kəɣəˈne], カガネー）は、スペイン・カタルーニャ地方で、翌年の豊穣・希望・繁栄を祈るためにクリスマスに飾られる人形。日本語では排便人形（はいべんにんぎょう）、糞ひり男（くそひりおとこ）、糞ひりなどと表記される。

## 特徴
カガネルはバラティーナという伝統的な帽子を被ってしゃがんでいる男の人形である。この人形はズボンを下ろして尻を出しており、股の間からはとぐろを巻いた大便を出している。カガネルの多くはこれといった表情を持たないが、目を丸くしているもの、穏やかな顔で瞑想にふけっているものもある。大きさは1メートル近い紙製（張り子）の人形から、より小さな陶器製の人形までさまざまである。このような奇妙な人形が生まれた理由は定かではないが、便意を催すことでイエス誕生の喜びを表現している、翌年も豊富に食料があり大便が出ることを期待している、などの理由とされる。

## 歴史

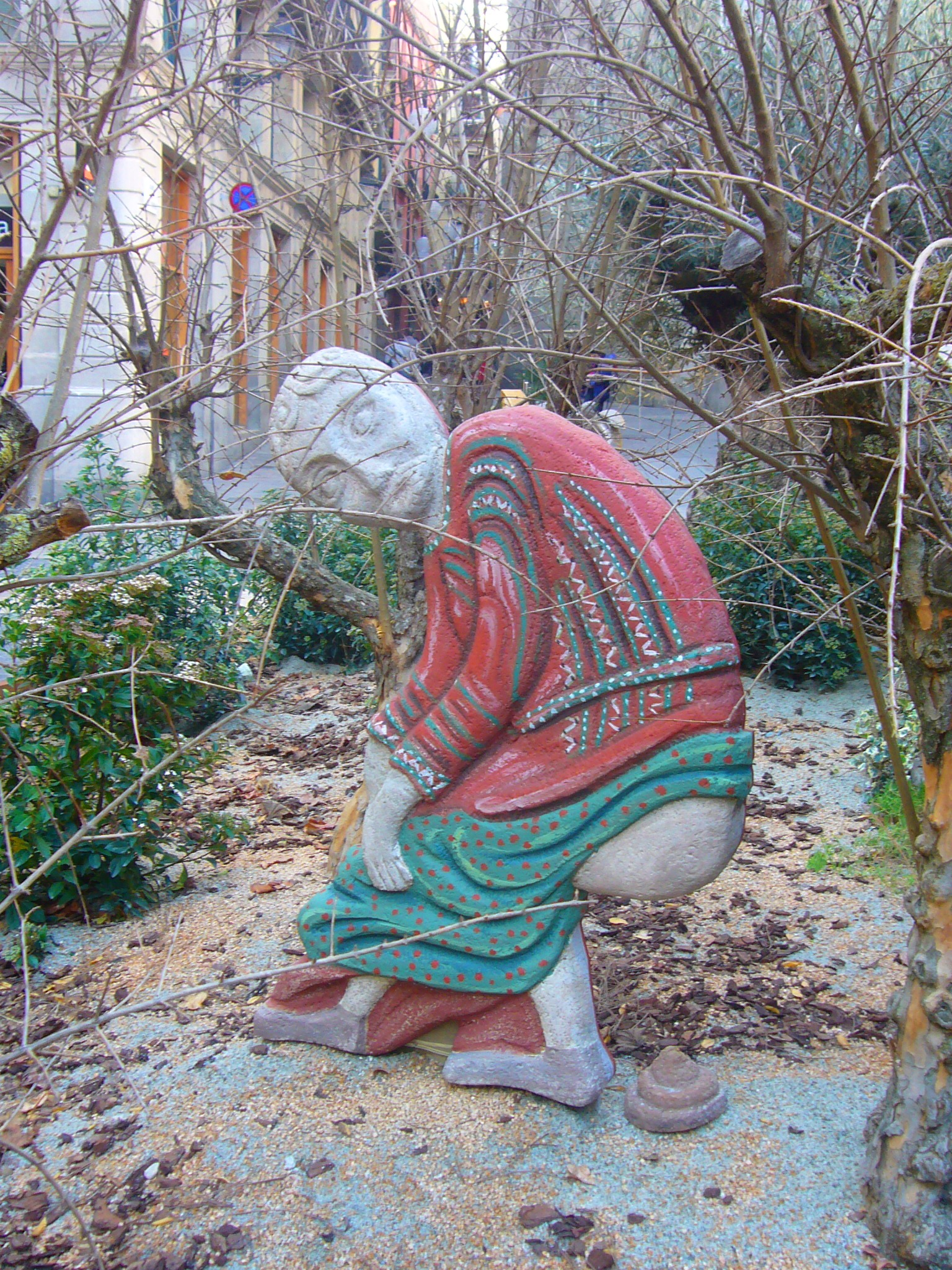
バルセロナのサン・ジャウマ広場にある石造のカガネル

### ベレンとパセブラ
ヨーロッパ諸国ではイエス・キリストの誕生日であるクリスマスにはクリスマス・ツリーを装飾することが多いが、スペインではキリストの降誕の場面を模したベレン(Belén)と呼ばれる立体模型を製作することが多い。この立体模型には聖ヨセフ、聖マリア、イエス、大天使ミカエル、東方の三博士、羊飼い、羊や牛などの人形が配置される。降誕の場面以外には受胎告知の場面などが用いられることもある。カタルーニャ地方ではこの立体模型はベレンではなくパセブラと呼ばれ、イエスが生まれた馬小屋の陰などにさりげなくカガネルが置かれる。

### カガネルの歴史
中世の絵画にカガネルは描かれていないが、16世紀に制作されたカガネルの彫像がある。カタルーニャ地方のクリスマスに排便人形が登場する風習は18世紀から続いており、自宅のどこかに隠したカガネルを招待客に探させるのが恒例となっている。人形は、側面や背面から見ると排便をしている姿が明確に分かるが、正面からはその風景が見えないようにデザインされており、一見すると普通の人形と見分けが付かない。伝統的には土を材料としていたが、近年にはプラスティックを材料とするカガネルが多い。
カタルーニャ地方にはカガネル専門の収集家もいる。1989年のクリスマスシーズン、フィゲラス博物館には各地から集められた約500体のカガネルが展示された。

### 現代のカガネル
本来のカガネルはカタルーニャ地方の民族衣装を着た農民であるが、近年にはサッカー選手、ミュージシャン、アニメキャラクター、イギリス王室関係者などの排便姿を模したカガネルも登場しており、クリスマスシーズンにはしばしば各国メディアに取り上げられている。
2009年には、RCDエスパニョールに在籍していた日本人サッカー選手の中村俊輔をモチーフにしたカガネルが登場した。2013年にはベネディクト16世とフランシスコ1世の新旧ローマ教皇、ネルソン・マンデラ元南アフリカ大統領、エイリアンのヨーダ（便も緑色）、スコットランド独立運動家などが排便人形に登場した。2014年には歌手のマドンナ（キャミソール姿で排便）、サッカー選手のクリスティアーノ・ロナウド、ゲームキャラクターのマリオ、アルトゥール・マスカタルーニャ州首相、フェリペ6世スペイン国王などに加えて、カタルーニャ旗を模した謎の生物の排便人形も登場した。

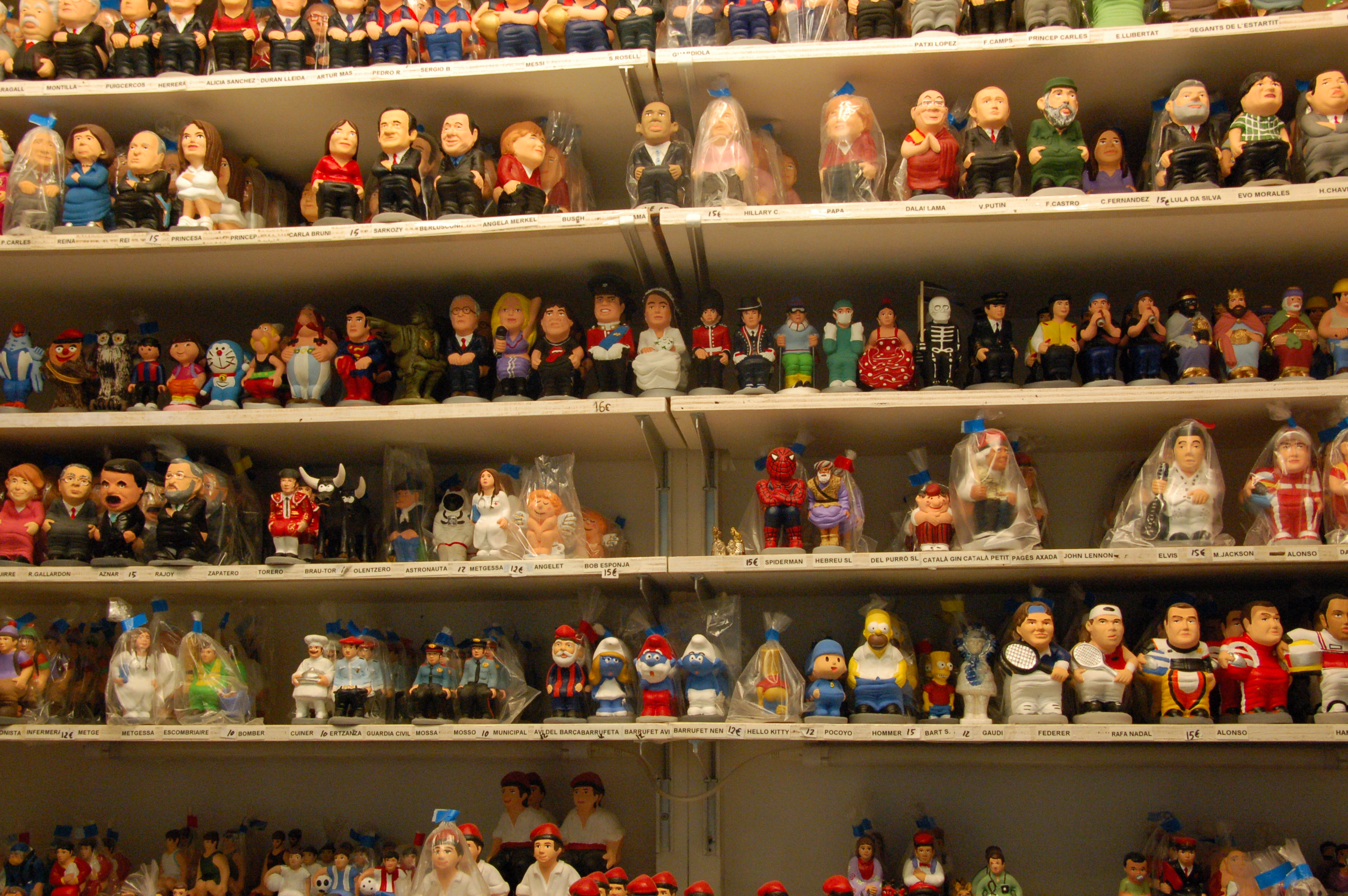
スパイダーマンからフェデラーからドラえもんまで揃った現代のカガネル
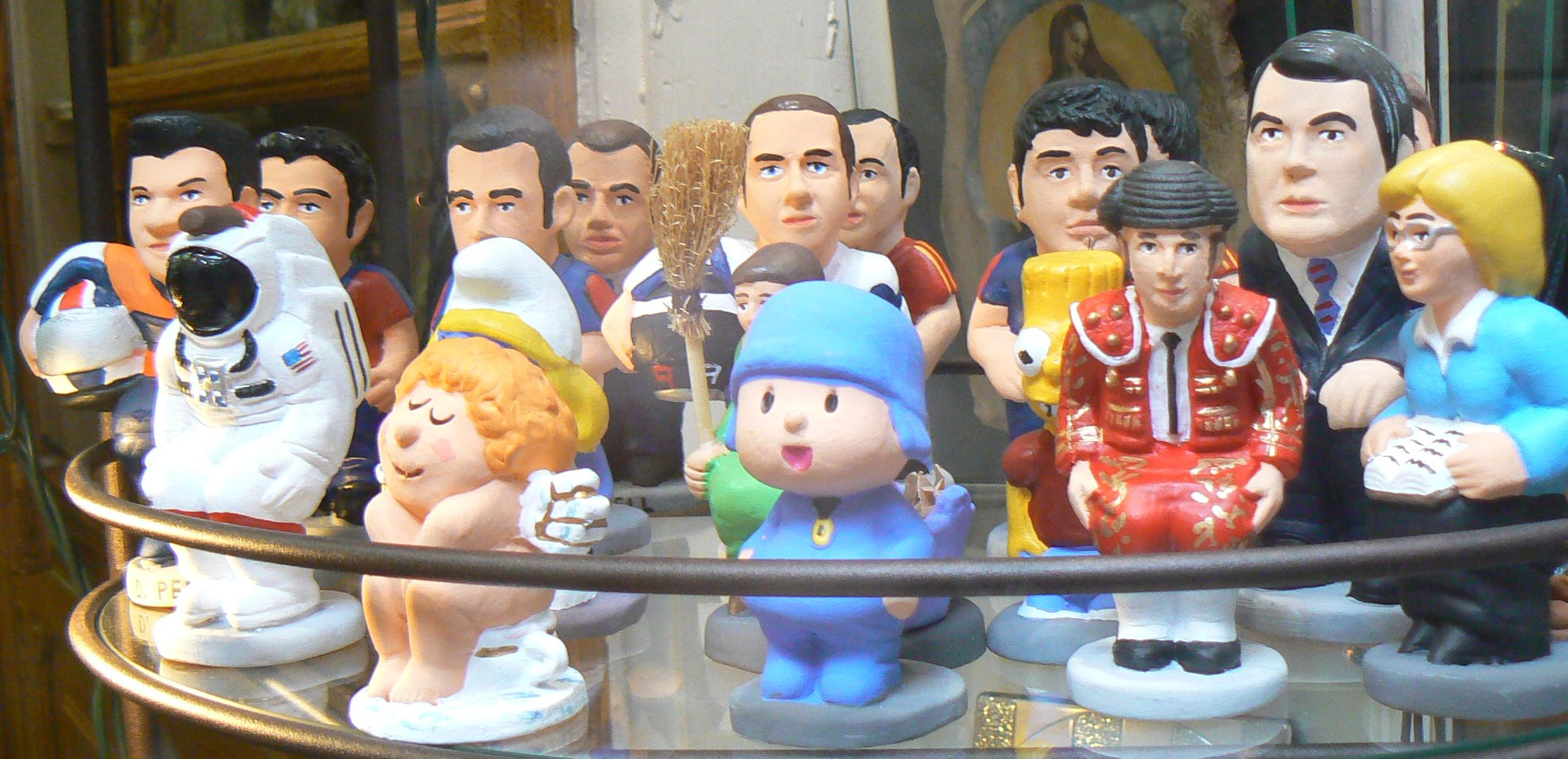
現代のカガネル
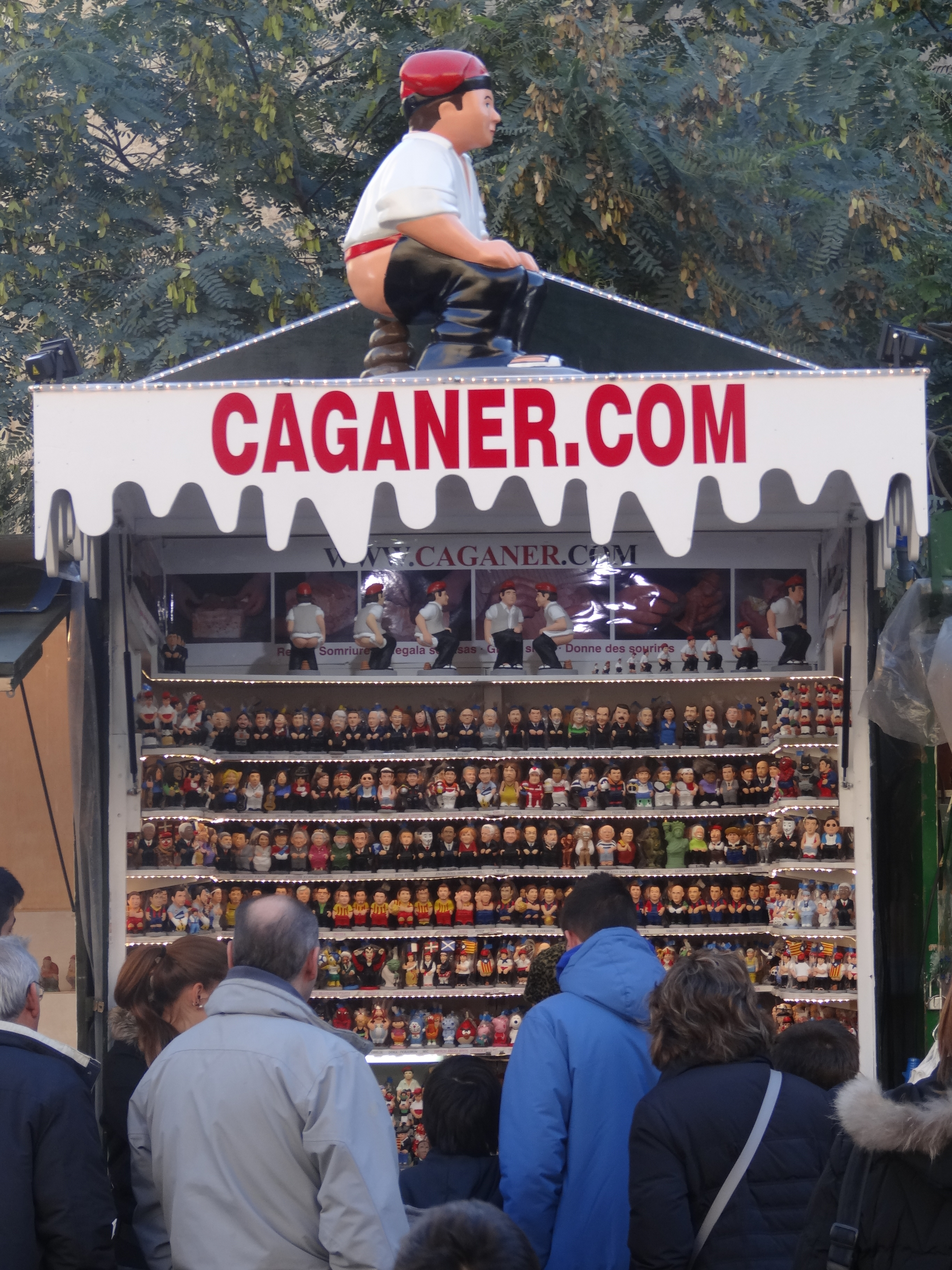
カガネル売り場

## カタルーニャの糞便文化

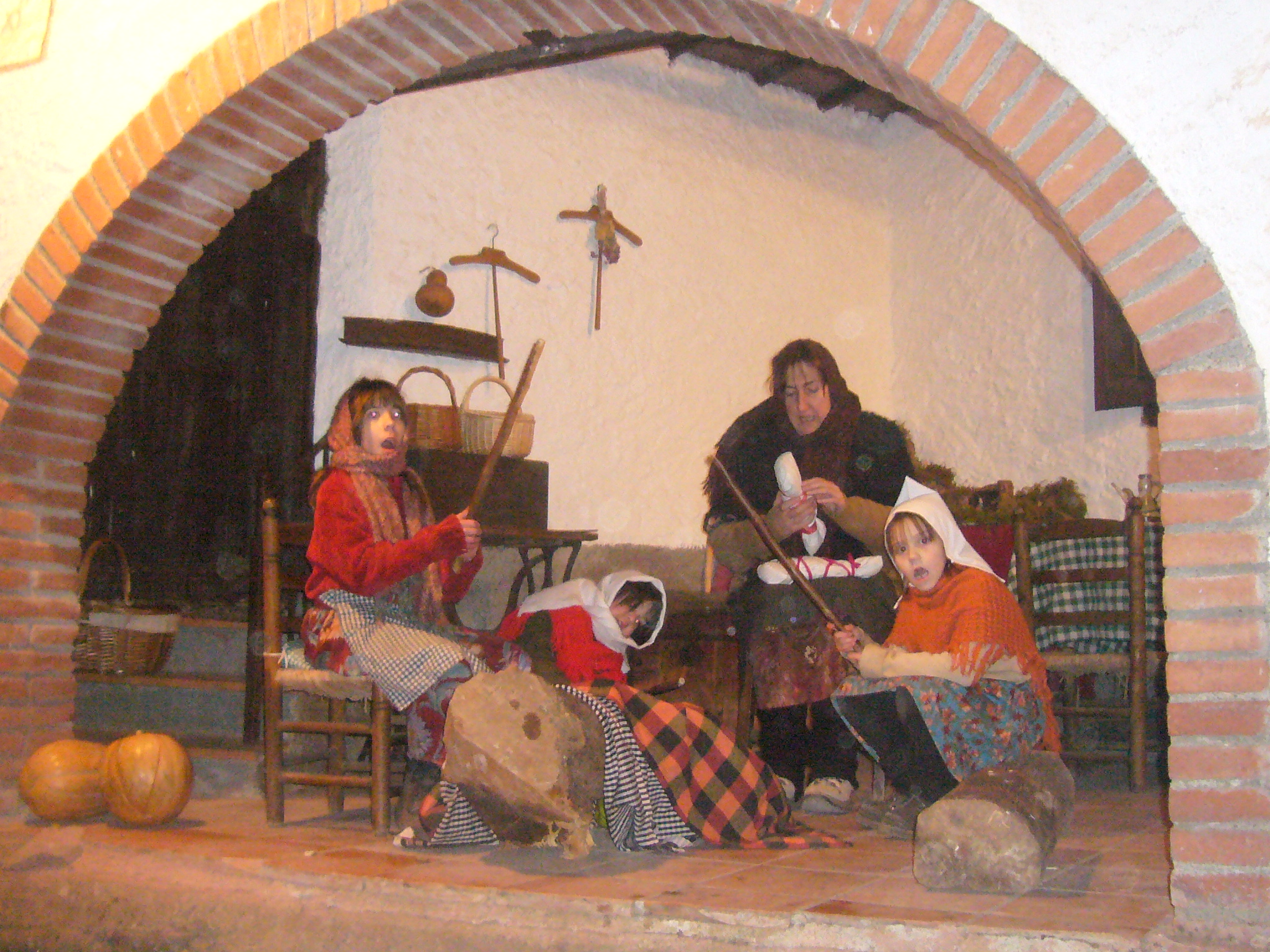
毛布を掛けた丸太を棒で叩く少女

### 歌集
中世のカタルーニャ地方ではアンパー・ペレス・コースによって『下品な歌集』が編纂され、「風がやんでしまったので、一斉に船の帆に放屁しながら岸まで戻ってきた、100人の高貴な女性の話」（13世紀）などが収録されている。

### カガ・ティオー
クリスマスシーズンのカタルーニャ地方には、カガネルに加えてカガ・ティオー（Caga tió, 糞しろ、丸太）と呼ばれる人形の風習がある。本来は木材である丸太の断面に顔を描き、伝統的なフリジア帽子をかぶせる。下半身に相当する部分には親が菓子やおもちゃなどを隠しておき、その部分に白い布をかける。子どもは菓子を糞に見立てて「糞しろ、丸太、糞しろ丸太」と歌いながら白い布を棒などで叩くと、布の下にある菓子やおもちゃが貰える。

### カカ・イ・カルボー
毎年1月6日の公現祭の祭日、それまでの一年に正しい行いをした子どもには甘い菓子が与えられるが、悪い子だった子供にはカカ・イ・カルボー（糞と石炭）が与えられる。近年には石炭の実物は省略されて糞だけとなっているが、糞（に見立てた何か）を与える風習は残っており、この時期の菓子屋にはハエ（に見立てたレーズンなど）が集っている糞（に見立てたマジパン製の菓子）が店頭に並ぶ。

### 絵画
20世紀前半にジョアン・ミロが描いた『農場、ムンロッチ』には、カガネルのように水槽の前でしゃがみこんでいる男児が描かれている。ミロは1935年に『大便の山の前の男と女』を描いている。サルバドール・ダリが1929年に描いた『陰惨な遊戯』(Le Jeu lugubre)には、糞便で汚れた下着を履いた男が前景にいたことで顰蹙を買った。

### 河川
中世のバルセロナ市街地を南と北から挟んでいた小川は、かつてそれぞれマルダンサ川（Merdança, 糞の流れ）、カガリェル川（Cagallel, 糞の運搬者）と呼ばれていた。